# PIN-diod

Lagerna i en PIN-diod.

En PIN-diod är en diod med en bred, lätt dopad, nästan ren halvledarregion mellan en p-dopad och n-dopad region. Diodens p- och n-regioner är vanligtvis kraftigt dopade då den används i ohmska kontakter.
Den nästan rena halvledarregionen i PIN-dioden är motsatsen mot en vanlig diod. Den breda rena regionen gör att PIN-dioden likriktar dåligt (en typisk uppgift för en diod), men PIN-dioden blir istället användbar för signaldämpning, snabba omkopplare, fotodetektorer och kraftelektronik.

## Operation
En PIN-diod verkar under så kallad högnivåinjektion. Med andra ord, den inre 'i' regionen är översvämmad med laddningsbärare från 'p' och 'n' regionerna. Dess funktion kan liknas med en hink fylld med vatten med ett hål i sidan. När vattnet når hålet, börjar vattnet rinna ur. På samma sätt, kommer dioden leda ström när de översvämmade elektorerna och hålen når en balans när antalet elektroner är lika många som antalet hål i den inre regionen. När dioden leder i framriktningen, är de injicerade bärarna många gånger fler än den inre regionens bärare. På grund av högnivåinjektionen , vilket i sin tur beror på en utarmningsprocess, sträcker sig det elektriska fältet djupt in i regionen (nästan hela vägen). Detta elektriska fält hjälper laddningsbärare att snabbare transporteras från P till N regionen, vilket resulterar i att dioden kan arbeta snabbare och gör den till en lämplig anordning för högfrekventa tillämpningar.    